# إيتون (مقاطعة براون)
إيتون، مقاطعة براون (بالإنجليزية: Eaton, Brown County, Wisconsin)‏ هي بلدة تقع بولاية ويسكونسن في الولايات المتحدة. تبلغ مساحتها 62.9 (كم²)، وترتفع عن سطح البحر 250 م، بلغ عدد سكانها 1414 نسمة في عام 2000 حسب إحصاء مكتب تعداد الولايات المتحدة وتصل الكثافة السكانية فيها 22.5 نسمة/كم2.

## وصلات خارجية
- The US50 - Cities and Towns in Wisconsin State
- Wisconsin Cities and Towns, Facts, Map, Flag, Colleges, Government, and More